# Зарнешти (Валча)
Зарнешти (рум. Zărnești) насеље је у Румунији у округу Валча у општини Лапушата. Oпштина се налази на надморској висини од 379 m.

## Становништво
Према подацима из 2002. године у насељу је живело 523 становника, од којих су сви румунске националности.